# Empty Places
Empty Places ist ein animierter Kurzfilm von Geoffroy de Crécy, der im Juni 2020 beim Festival d’Animation Annecy seine Premiere feierte.

## Handlung
Unbeobachtet von Menschen laufen verschiedene, sich ständig wiederholende Routinen ab. Auf einem Bürotisch arbeitet ein Kugelstoßpendel vor sich hin. Getränkedosen bewegen sich auf einer Rolltreppe nach unten und finden sich in der Tür eines Aufzugs wieder, die ständig versucht, sich zu schließen. Die leeren Gondeln eines Skilifts kommen sich entgegen. Gepäck zieht auf einem Kofferband an einem verlassenen Flughafen seine Runden. Laufschriften werben an Hochhäusern in einer menschenleeren Stadt. Ein Kopiergerät kopiert unaufhörlich Herzen. Ein Reinigungsroboter säubert einen Swimmingpool. Auf einem Conveyor-Belt in einem leeren Kaiten-Zushi ziehen Sushi-Gerichte ihre Runden. Alles geschieht, ohne dass Menschen vor Ort sind und von niemandem beachtet.

Ein Kugelstoßpendel
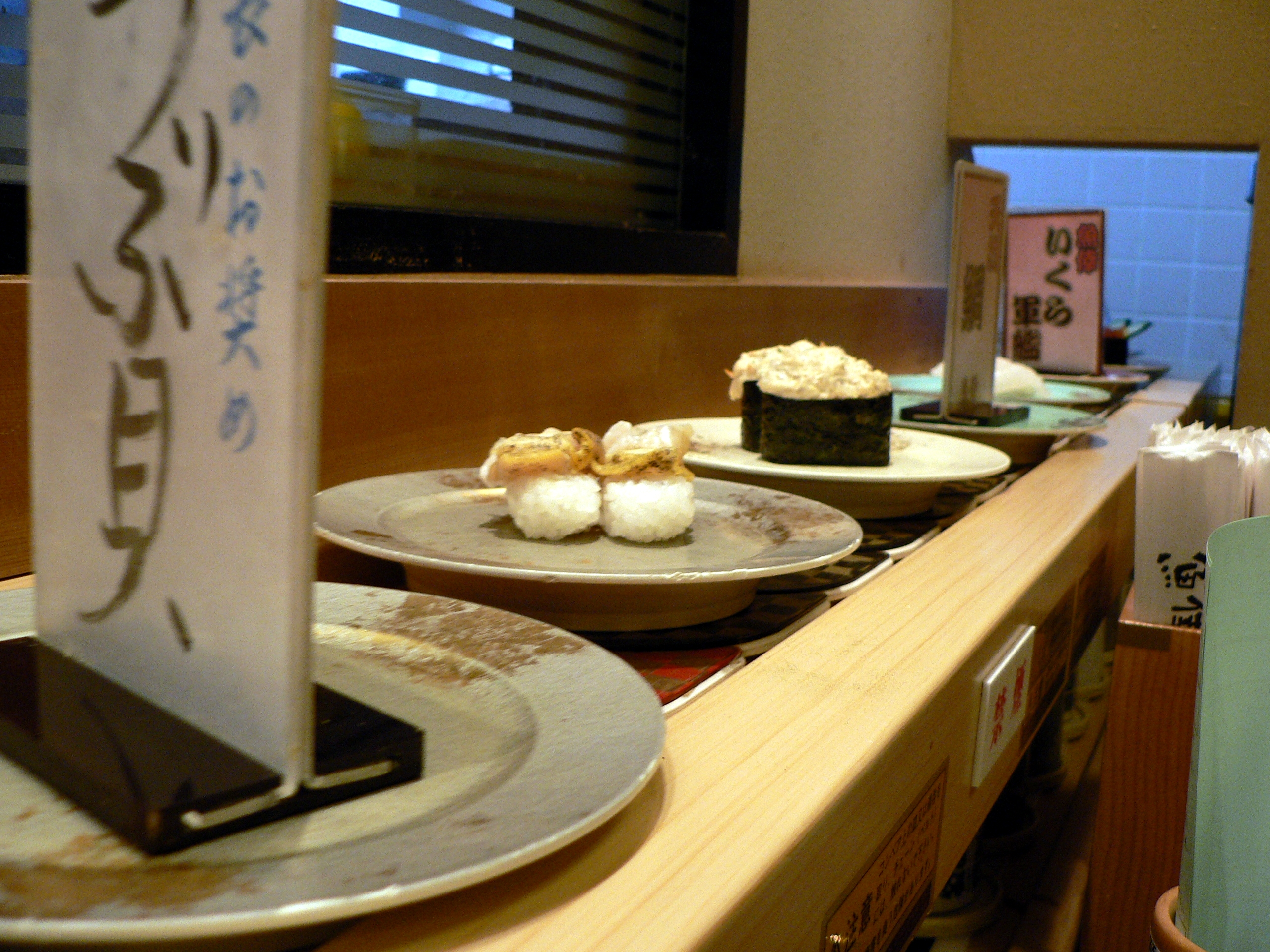
Ein Sushi-Conveyor
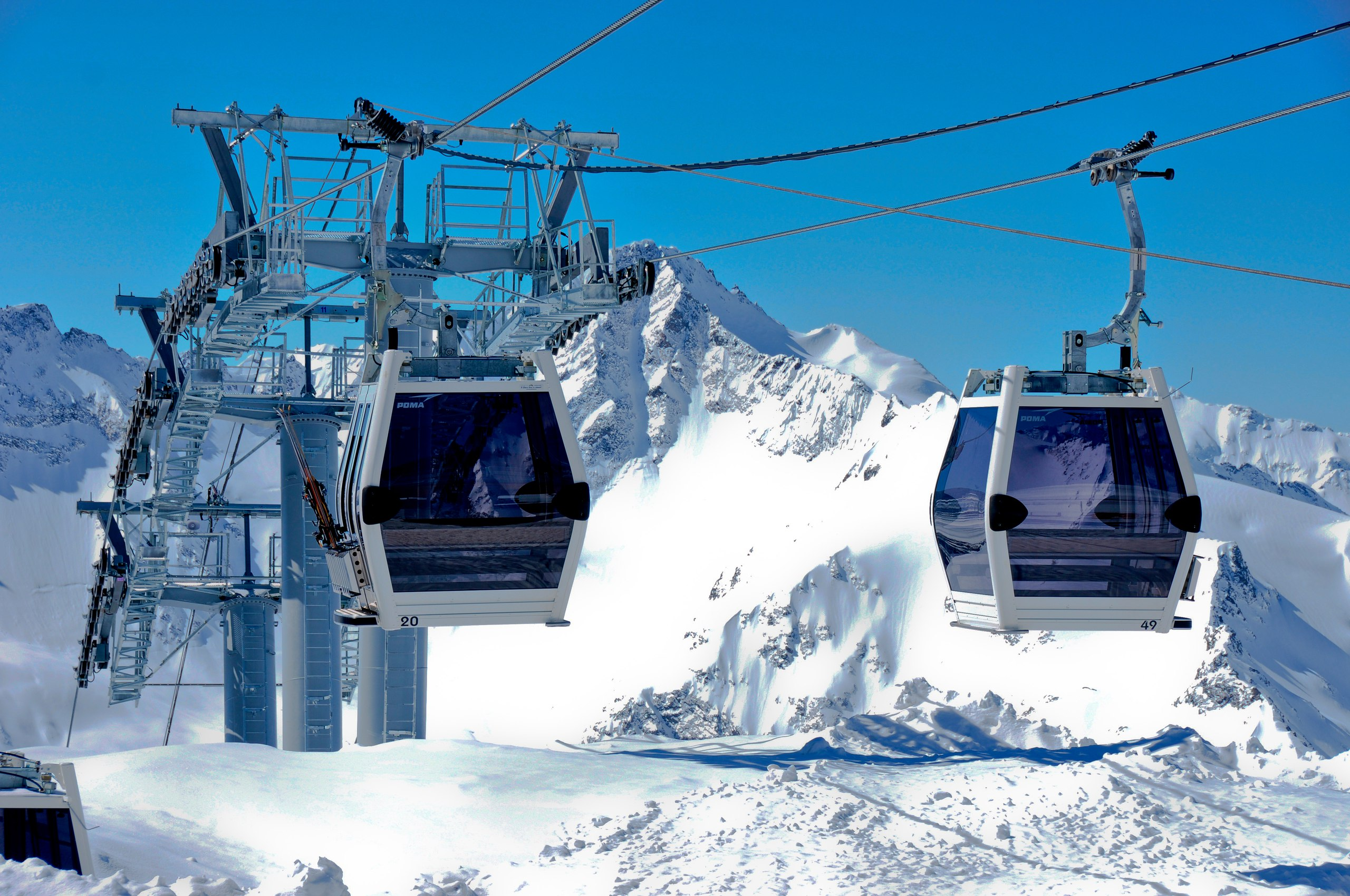
Gondeln eines Skilifts
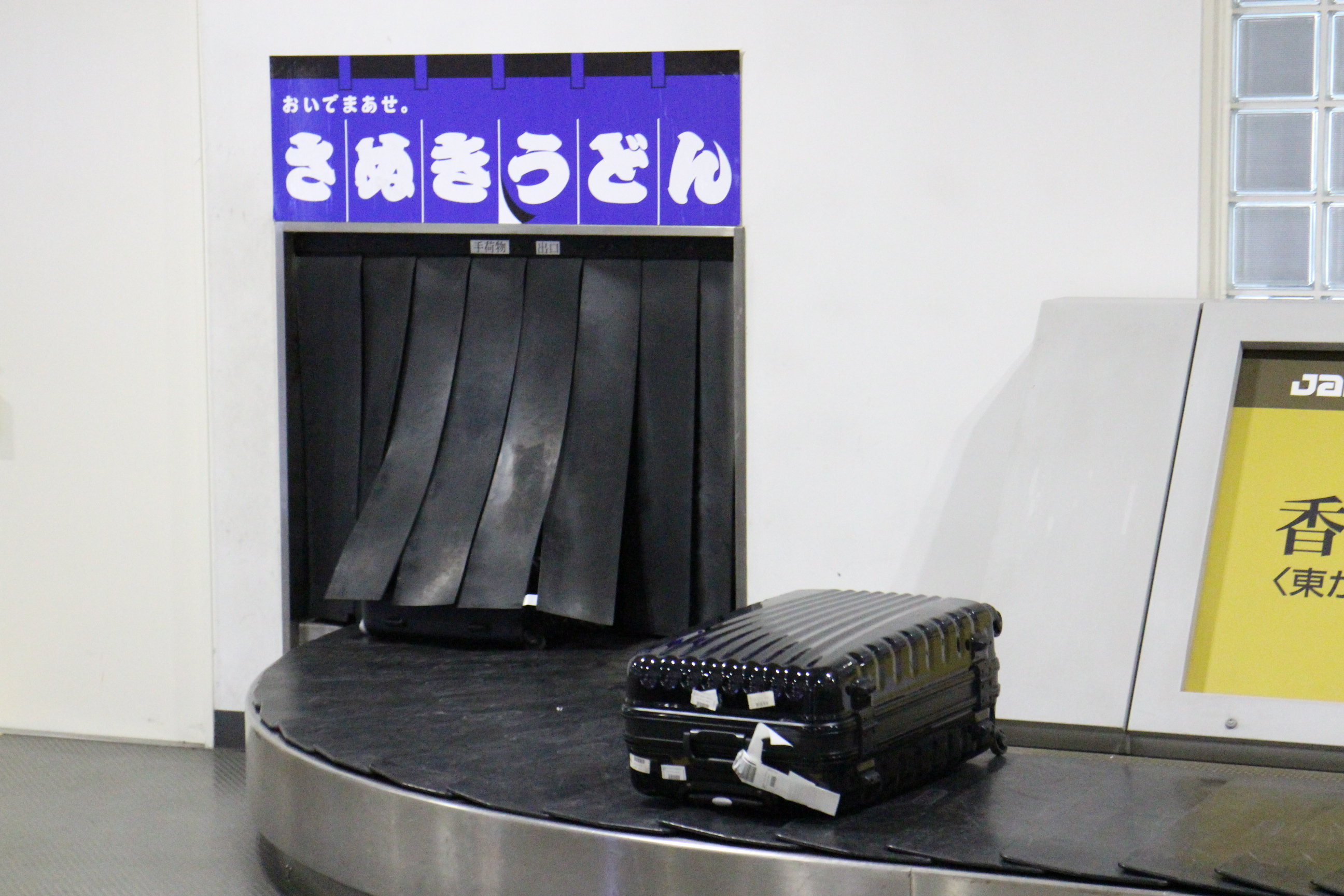
Ein Kofferband

## Produktion
Regie führte Geoffroy de Crécy, der auch das Drehbuch schrieb. 
Eine erste Vorstellung erfolgte im Juni 2020 beim Festival d’Animation Annecy. Im Oktober 2020 wurde er beim Sitges Film Festival vorgestellt. Im Dezember 2020 wird er in der Kurzfilmsektion des Les Arcs Film Festivals gezeigt.

## Auszeichnungen (Auswahl)
César 2022
- Nominierung als Bester animierter Kurzfilm (Geoffroy de Crécy)

Festival d’Animation Annecy 2020
- Auszeichnung mit dem Festivals Connexion Award – Auvergne-Rhône-Alpes[3][4]

Guanajuato International Film Festival 2020
- Nominierung als Bester animierter Kurzfilm (Geoffroy de Crécy)[5]